# Robert Redford
Robert Redford (født 18. august 1936) er en amerikansk skuespiller og instruktør.
Han er først og fremmest kendt for sine roller i filmene Butch Cassidy and the Sundance Kid, Out of Africa, Alle præsidentens mænd og Den store Gatsby, men han har også selv instrueret film, bl.a. filmen Quiz Show. Robert Redford instruerede I 1981 sin første film, En ganske almindelig familie (Ordinary People), og vandt en Oscar for bedste instruktør.
Redford er hovedmanden bag Sundance Film Festival, der er opkaldt efter hans karakter i filmen Butch Cassidy and the Sundance Kid.